# Drimmelen
Drimmelen – gmina w prowincji Brabancja Północna w Holandii. W 2014 roku populacja wyniosła 26 705 mieszkańców. Stolicą jest miasteczko Made.
Przez gminę przechodzi A59 oraz droga prowincjonalna N285.

## Gmina
Została utworzona w 1997 roku poprzez połączenie byłej gminy Drimmelen i Made z kilkoma mniejszymi. 

### Miejscowości
- Made (11 710 mieszk.)
- Terheijden (6 410)
- Lage Zwaluwe (4 060)
- Wagenberg (2 250)
- Hooge Zwaluwe (1 670)
- Drimmelen (570)

### Osady
Blauwe Sluis, Oud-Drimmelen, Helkant, Binnen Moerdijk, Gaete, Plukmade, Steelhoven, Stuivezand